# Anillo mágico
Un anillo mágico es un artículo de joyería que aparece frecuentemente en los cuentos de hadas, las leyendas y las historias de fantasía. Se pueden hallar referencias en todas las culturas en las que llevar anillos es algo común. Pueden tener muchos poderes, como el de volver invisible a quien se lo pone o concederle sus deseos. En algunos casos están malditos, como en la mitología nórdica o en El Señor de los Anillos, pero normalmente se representan como instrumentos del bien o como una herramienta neutral cuyo valor depende del usuario.
Los anillos tienen características que los hacen la elección natural como objeto mágico: ornamento, facilidad de llevar, una forma simbólica (al ser circulares), y se llevan de modo que el usuario puede apuntar con ellos fácilmente.
También es un término utilizado al tejer, siendo la parte inicial al crear un tejido circular.

## Función en la historia

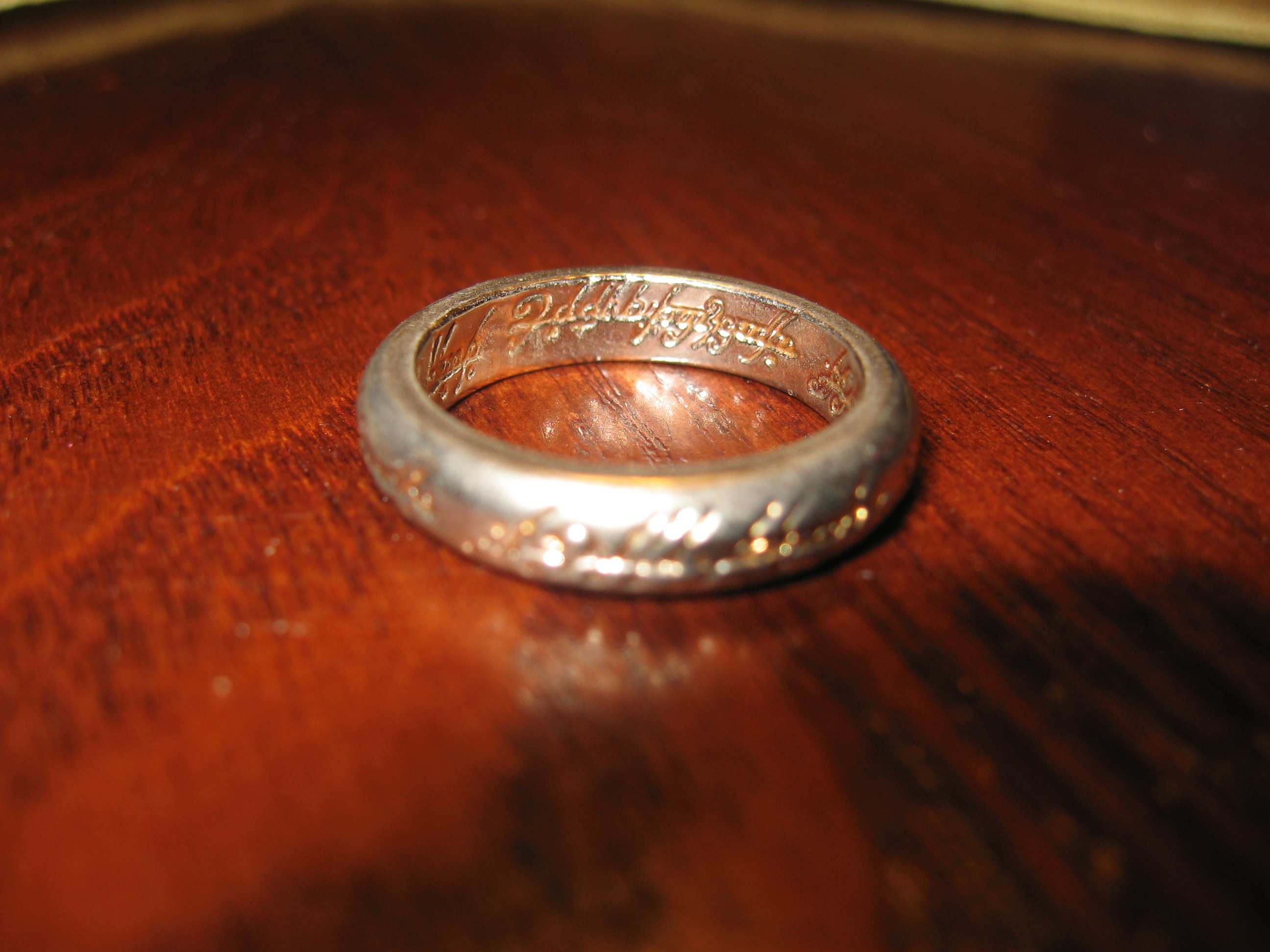
Un anillo magico (replica) de la trilogía de El Hobbit y El Señor de los Anillos.

Como otros objetos mágicos en los cuentos e historias, los anillos mágicos actúan como elementos de la trama. Pueden otorgar habilidades mágicas a una persona que no las tenga, o aumentar el poder de un mago. Por ejemplo, en El hobbit de J. R. R. Tolkien, el Anillo Único le permite a Bilbo ser útil en la misión, equiparando sus habilidades con las de los enanos.
Otros anillos mágicos funcionan como simples MacGuffins; el deseo de los personajes por poseer el anillo, más que sus poderes innatos, es lo que mueve la historia. Por ejemplo, en la Saga Volsunga, el anillo mágico que posee Sigurd nunca es utilizado para nada, y su posible uso y poderes nunca son explicados. La función del anillo en la trama es sólo la de enfocar el deseo de la mayoría de los personajes principales de la historia. Es su codicia por poseer el anillo lo que impulsa la trama. Del mismo modo, el Anillo Único, auténtico protagonista inanimado de la historia de El Señor de los Anillos, también de J. R. R. Tolkien, es el que impulsa la actuación de todos los personajes de la novela, cuando el Anillo en realidad apenas es utilizado.

## Anillos mágicos en la mitología y el folklore

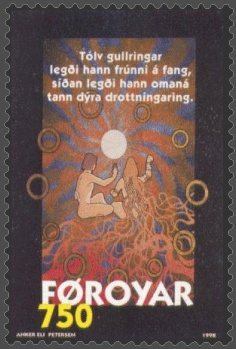
"Brunhilda, Sigurd and los Anillos" Sello de las islas Faroe mostrando los anillos mágicos de la mitología nórdica.

El primer anillo mágico conocido en ficción o mito es el muy probablemente el brazalete llamado Draupnir. Perteneció a la Deidad Nórdica Odín. Como su única función documentada es la de crear nuevos brazaletes cada pocos días, Draupnir parece que fue un símbolo religioso que representaba la riqueza creciente.
Un brazalete similar, también procedente de la mitología nórdica, es el llamado Andvarinaut. Andvarinaut es el famoso Anillo de los Nibelungos de la Saga Volsunga y El Cantar de los Nibelungos, que en un momento dado llega a manos del héroe Sigfrido. Aunque el cómo llegó a ser maldecido se explica en detalle, la función o poderes de Andvarinaut no se especifican a lo largo de la historia. Aparte de que su maldición es origen de desgracias para todos sus portadores, el único propósito en la trama de Andvarinaut es que todos los personajes lo desean, excepto Sigurd que lo posee pero no sabe lo que es.
Se sabe de in reducido número de anillos de la Época Vikinga con inscripciones rúnicas de aparente significado mágico, entre ellos el Anillo Kingmoor y el Anillo Bramham Moor.
Las historias medievales hablan del mago Merlín, que fue víctima de un anillo que le regaló la joven encantadora Nimue. La magia del anillo hizo que se enamorase de ella. Merlín permitió entonces que Nimue le aprisionase en el tronco de un árbol o en un sarcófago de piedra, de ahí su desaparición.
La leyenda habla también de las propiedades del anillo de Salomón, que le permitía saberlo todo, le confería la habilidad de hablar con los animales y llevaba el sello que permitía encerrar genios en botellas. Este anillo reaparece en el relato de fantasía moderno Muchas Dimensiones, de Charles Williams y también en el argumento del cómic Seraph, publicado por DC Comics.
Aunque la mitología griega contiene muchos objetos mágicos, no hay mención alguna a anillos. Platón, sin embargo, cuenta la leyenda del Anillo de Gyges, que confería invisibilidad al que lo llevase.
Las Baladas de Child números 18 (Hind Horn) y 92 (Bonny Bee Hom) hablan de un anillo mágico que empalidece cuando la persona que lo recibió pierde a la persona que lo dio.

## Anillos mágicos en cuentos de hadas y libros modernos de fantasía
La siguiente es una lista parcial de cuentos de hadas modernos y novelas de fantasía en los que un anillo mágico es un elemento central o esencial de la trama. (Nótese que hay una multitud de relatos en los que hay un anillos mágico como referencia secundaria o incidental. Esta lista no los incluye.)
- En la historia de Aladino no sólo hay un genio de la lámpara, sino que hay un genio al que se llama desde un anillo, que le proporciona el mago a Aladino.

- El compositor Richard Wagner escribió una tetralogía de óperas titulada El anillo del nibelungo en la que describe su versión de la historia del Cantar de los Nibelungos y la Saga Volsunga.

- En La rosa y el anillo, tanto el anillo como la rosa tienen el poder de hacer a quien los posea hermosos, y es el paso de una mano a otra de los mismos lo que mueve la trama.[5]

- En El castillo encantado de Edith Nesbit, un anillo mágico tiene cualesquiera poderes mágicos que el portador diga que tiene.[6]

- A lo largo de El Señor de los Anillos de J. R. R. Tolkien se mencionan hasta 20 anillos, aunque no aparecen todo en la historia, que sólo revela el destino de los tres anillos élficos (en posesión de Gandalf, Elrond y Galadriel) y del Anillo Único, alrededor del cual se desarrolla la trama. Los Espectros del Anillo poseen cada uno uno de los anillos destinados a los hombres.

- En El sobrino del mago de C. S. Lewis, dos anillos mágicos, que transportan a la gente al Bosque entre los Mundos, un nexo de unión entre universos paralelos conforman el centro de la trama.

- El escritor H. Warner Munn escribió la novela El anillo de Merlín.

- Stephen R. Donaldson escribió una larga serie de novelas de fantasía sobre un anillo mágico de oro blanco en poder de Thomas Covenant.

- En la serie de Harry Potter, escrita por J. K. Rowling, un anillo perteneciente a la madre de lord Voldemort, descendiente de Salazar Slytherin, se convierte en uno de los objetos más importantes de la trama, ya que contiene un fragmento del alma de Voldemort.

- En el Universo DC, el Green Lantern original, Alan Scott forjó un anillo de poder a partir de una linterna antigua derivada de una materia que más tarde se revelaría como el Corazón Estelar.

- Los anillos mágicos, entre otros muchos objetos mágicos, aparecen frecuentemente como "tesoros" en el juego de rol Dungeons & Dragons y por tanto en los numerosos videojuegos basados en él.

- En El aprendiz de brujo, el anillo de Merlín permite a Dave controlar su magia pero después ya no lo necesita.